# N-МОН
N-МОН (метал-оксид-напівпровідник) логіка — технологія побудови логічних електронних схем, яка використовує  МОН польові транзистори N-типу.
Існує два типи провідності каналу: n-канальні і p-канальні. Тип провідності визначається типом носія заряду в каналі: електрон або «дірка».
Якщо транзистор n-канальний (тип носія електрон):
- він відкривається позитивною напругою на затворі по відношенню до витоку.
- паразитний діод в структурі каналу катодом приєднаний до стоку, анодом — до витоку.
- канал звичайно під'єднують так, що на стоці більш позитивна напруга, ніж на витоку.

n-МОН-транзистори складають схему так званого «нижнього плеча» (PDN — англ. pull-down network) між виходом логічного елемента і негативною напругою живлення, в той час як резистор поміщений між виходом логічного елемента і позитивною напругою живлення. Каскад виконаний таким чином, що, якщо потрібний вихід низького рівня, то транзистор PDN відкривається, створюючи шлях струму між негативним полюсом джерела електроживлення і виходом.

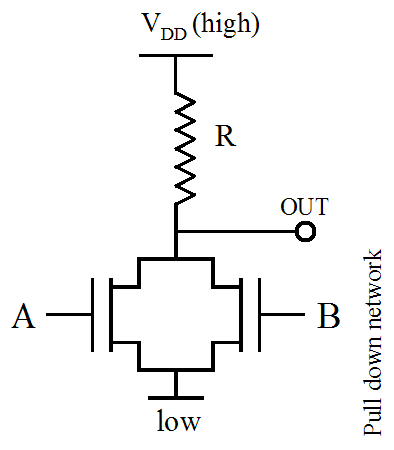

Як приклад, ось схема елемента NOR  N-МОН-логіки. Якщо будь-який з входів  високий (логічна 1), відповідний МОН-транзистор діє як дуже низький опір між виходом і негативним полюсом джерела, змушуючи вихід перейти в низький (логічний 0). Коли А і В є високими,  транзистори є провідними, створюючи ще більш низький опір до заземлення. Єдиний випадок, коли вихід високий, це коли обидва транзистора вимкнені, що відбувається тільки тоді, коли А і В є низькими, відповідаючи таким чином таблиці істинності логічного елемента:
| A | B | A NOR B |
| - | - | ------- |
| 0 | 0 | 1       |
| 0 | 1 | 0       |
| 1 | 0 | 0       |
| 1 | 1 | 0       |

## Історія
У середині 70х років вирішувалася проблема, за якою технологією робити чипи процесорів? Вона 
обговорювалася в колі фахівців і навіть у пресі. У той час випускалися процесори виконані по
різних технологіях, стояло питання яка технологія може послужити основою для масового випуску дешевого процесора.
Застосуванню ЕЗТЛ і ТТЛ заважала підвищена розсіювана потужність і складна технологія. Технологія р-МОН при майже повній відповідності N-МОН мала ті ж характеристики, але набагато нижчу швидкодію, через нижчу (майже втричі[джерело?]) рухливість носіїв струму типу «Р» — «дірок». Інтегрально-інжекційна логіка на той момент вимагала другого джерела живлення і обов'язкового застосування схем перетворення рівня сигналів.
Основна боротьба йшла між КМОН і N-МОН технологіями.
На той момент існували процесори, що випускалися за цими технологіями:
- р-МОН — Intel 8008,
- N-МОН — Intel 8080 і Motorola 6800,
- КМОН — COSMAC фірми RCA.

При обговоренні говорилося, що КМОН складні в технології (на 1 етап маскування і 1 етап дифузії і легування більше ніж N-МОН), мають великі розміри вентиля і переважають в застосуванні там, де на перший план виходять вимоги зниженого споживання живлення. А такими в той час були тільки мікрокалькулятори.
А N-МОН структури при малих розмірах вентиля, прийнятною затримкою на вентиль, має більш простий і відпрацьований технологічний процес. Тоді Intel зупинила свій вибір на N-МОН техпроцесі, про що було гучно оголошено.
У документації по процесорах проглядається тенденція:
- Технологія процесорів до 8086 описується як N-МОН,
- Процесор 8086 — 3 мікрона N-канал, silicon gate technology (МОН),
- Процесор 80186 — n-МОН,
- Починаючи з процесора 80286 всякі згадки про технологію пропадають.[джерело?]

Це приклад гучних акцій і компаній з маркетингу своєї продукції. Це гучно оголошений "Вибір технології" ... Але одночасно є тихі прийняття раніше критикованих рішень. Ці зигзаги виразилися в тихому переході на КМОН технології.